# Frank Haun (Fußballspieler)
Frank Haun (* 31. August 1967) ist ein ehemaliger deutscher Fußballspieler.

## Karriere
Frank Haun kam 1986 vom Ludwigshafener SC zum 1. FC Kaiserslautern. Er spielte hauptsächlich für die Amateure des FCK, kam aber 19-jährig am 4. Oktober 1986 beim 1:1 im Auswärtsspiel beim FC Homburg zu seinem ersten Bundesligaeinsatz. Nach insgesamt vier Spielen in der Profimannschaft verließ er den Verein nach einer Saison und wechselte zum 1. FSV Mainz 05 in die Oberliga Südwest. Hier war er Stammspieler und stieg in der ersten Saison mit dem FSV als Südwestmeister 1988 in die 2. Bundesliga auf. Nach dem direkten Wiederabstieg 1989 ging er in die 1. Liga zum SV Waldhof Mannheim. Nachdem die Saison 1989/90 mit dem Abstieg Mannheims zu Ende gegangen und Haun in nur zwölf Einsätzen zehnmal eingewechselt worden war, wechselte er zum Südwest-Oberligisten Wormatia Worms. In der Saison 1992/93 spielte er schließlich für den in der Oberliga Baden-Württemberg antretenden VfR Mannheim.

## Statistik
| Liga          | Spiele (Tore) |
| ------------- | ------------- |
| Bundesliga    | 16 (0)        |
| 2. Bundesliga | 32 (1)        |
| Wettbewerb    |               |
| DFB-Pokal     | 01 (0)        |